# Bananstik
Et bananstik er et enleder elektrisk stik som anvendes til at forbinde ledninger til elektrisk udstyr og elektriske apparater. Termen 4 mm bananstik anvendes også - specielt i Europa, men der findes fx også bananstik med ben på 2 mm i diameter. Der findes mange bananstik varianter - alle med en fjeder så en god elektrisk forbindelse opnås. Der findes fx også varianter med en fast metalcylinder med en eller to revner ned langs midten af cylinderen. Bananstikket anvendes fx til prøveledninger på måleudstyr - fx multimetre.
4 mm bananstik findes i flere varianter; flest med 20 mm benlængde, men benlængder på mellem 11-25 mm eksisterer.
4 mm kvalitetsbananstik kan tåle 30 V ved 15 A.

## Historisk
Opfindelsen af stikket har to udmeldte ophav. Hirschmann company påstår at stikket blev opfundet af Richard Hirschmann i 1924. En anden opfindelsespåstand kommer fra General Radio Company, som skriver "1924: GenRad developed banana plug - replaces pin plugs, this spring-loaded connector technology ..." og at det blev "introduced in this country [the US] by GR in 1924".
I 1929 fik Richard Hirschmann et patent på et forbedret bananstik.
Bananstik er blevet meget anvendt på elektrisk udstyr før 1960. Fx til antenne og jord, udtag for ekstra højttalere og til grammofon.

## Afledte stik
I både PL-259 og SO-239 er de indre stik blot bananstik (han uden revner). Faktisk omtales PL-259 og SO-239 som skærmede bananstik.
230 volt-stik er afledt af 4 mm bananstik.

## Miniature bananstik
Mange miniature bananstik versioner er blevet lavet. Fx 2,6 mm og 2 mm bananstik.
Modeltogsystemer af fabrikatet Märklin anvender miniatureversioner af bananstik til alle deres elektriske forbindelser.